# Thrashin'
Thrashin'  es una película sobre Skateboarding de 1986, dirigida por  David Winters y protagonizada por Josh Brolin, Robert Rusler y Pamela Gidley.

## Argumento
Corey Webster, viaja a Los Ángeles, donde se celebra una mítica carrera cuesta abajo en la que compiten multitud de Skaters de todo el país, "La Masacre de Los Angeles" ...

## Reparto
| Actor           | Personaje            |
| --------------- | -------------------- |
| Josh Brolin     | Corey Webster        |
| Robert Rusler   | Tommy Hook           |
| Pamela Gidley   | Chrissy              |
| Brooke McCarter | Tyler                |
| Josh Richman    | Radley               |
| Brett Marx      | Bozo                 |
| David Wagner    | Pequeño Stevie       |
| Chuck McCann    | Sam Flood            |
| Tony Alva       | T.A.                 |
| Mark Munski     | Monk                 |
| Sherilyn Fenn   | Velvet               |
| Gary Goodrich   | Anunciador           |
| Rocky Giordani  | Juez                 |
| Steve Whittaker | Conductor de autobús |
| Per Welinder    | El mismo             |